# Климнюк, Андрей Константинович
Андрей Константинович Климнюк (27 сентября 1964, Минусинск — 22 марта 2018, Новосибирск) — российский автор-исполнитель песен в стиле русский шансон, продюсер.

## Биография
Андрей Климнюк родился в 1964 году в Минусинске (Красноярский край), позже переехал с родителями в Новосибирск. В 1986 году закончил Новосибирское высшее военно-политическое общевойсковое училище имени 60-летия Великого Октября (НВВПОУ). В 1986—1989 годах проходил военную службу на офицерских должностях в Афганистане, имел боевые награды. Проживал в Новосибирске. Был женат, имел сына.
Андрей писал стихи с 14 лет. По словам самого Климнюка, в начале творческого пути он брал пример с Аркадия Северного.  В 1999 году вышел альбом «Волюшка», явившийся началом профессиональной карьеры. Песня «Апрель» стала визитной карточкой автора. С 1999 по 2017 год Андрей Климнюк выпустил 31 сольных альбома. Большое количество композиций написал для своей жены Ольги Климнюк, выпустившей 3 альбома. В 2006 году вышел поэтический сборник «Из мест лишения…» Климнюк также выступил в качестве продюсера ряда сборников шансона (в том числе «Новосибирск бандитский»). Презентация альбома «Помню я» состоялась в декабре 2011 года в Тогучине Новосибирской области, в местном Доме культуры железнодорожников при содействии Кондратьева Валерия Михайловича.
Летом 2015 года в издательстве Эксмо вышла книга «Мой Афган — Записки окопного офицера».
Осенью 2017 года в Издательстве ООО «К-2» вышла книга «Мой Афган — Записки Окопного Офицера, Издание Новое Дополненное».
Умер 22 марта 2018 года на 54-м году жизни. Похоронен на Клещихинском кладбище в Новосибирске.

## Дискография
- 1999 — Волюшка
- 1999 — От Афгана до Чечни
- 1999 — От Афгана до Чечни — 2
- 1999 — От Афгана до Чечни — 3
- 2000 — Базара нет
- 2000 — Босяцкая удача
- 2000 — Каторжанский
- 2001 — Замкнутый круг
- 2002 — Бикса
- 2002 — Из мест лишения...
- 2003 — Крёстный[5]
- 2004 — Окраина[7]
- 2004 — Колыма
- 2005 — Повесть каторжанских лет (2 диска)
- 2005 — Запретка (2 диска)
- 2006 — Афганец
- 2006 — Рота
- 2006 — Журавли
- 2007 — Песни, спетые сердцем (От Афгана до Чечни — 4)
- 2007 — Ностальгия
- 2008 — Память
- 2009 — Колея
- 2010 — От Афгана до Чечни — 6 (пятой части не существует, шестёрка — ошибка дизайнера[8][нет в источнике]
- 2011 — Помню я
- 2013 — Созвездие Магадана
- 2013 — За ВДВ
- 2014 — Апрель (Vinil) Впервые вышел виниловый диск Андрея Климнюка на студии SP RECORDS LTD
- 2014 — Антология Афганской песни (MP3) В результате многолетней работы были записаны 90 «Афганских» песен в современных аранжировках
- 2015 — Спецназ России
- 2016 — Из одного двора (совместный альбом с Сергеем Клушиным)
- 2017 — Наш паровоз
- 2018 — Шалава

## Награды и звания
Андрей Климнюк является Лауреатом следующих песенных фестивалей:
- «Песни, рождённые на земле Афганистана» (Москва, 1988)
- «Солдатская песня» (Казахстан, 2002)
- «Мой остров» (Международный Фестиваль авторской песни, Новосибирск, 2006)
- «Мой остров» (Международный Фестиваль авторской песни, Новосибирск, 2007)
- 1988 г. За участие в боевых действиях а Афганистане награждён медалью «За отвагу»
- 1988 г. Награждён орденом «Красной Звезды»
- 2007 г. Награждён орденом Союза казачьих формирований РФ «За заслуги перед Отечеством и казачеством» III степени.
- 2013 г. Награждён медалью «В память 25-летия окончания боевых действий в Афганистане»